# Porte d'Antioche
Pour les articles homonymes, voir Antioche (homonymie).
La porte d'Antioche ou Bab Antakiya (باب أنطاكية) est une des portes médiévales de la vieille ville d'Alep, deuxième ville de Syrie, au Nord du pays. Elle doit son nom à la ville d'Antioche et à la route qui en partait. C'est l'une des portes les plus importantes de la vieille ville. Elle donne vers l'ouest.
Porte principale à l'époque byzantine, elle est ensuite reconstruite à diverses reprises : elle est rebâtie par l'émir Saïf al-Daoula au Xe siècle et restaurée sous les fatimides au XIe siècle, et encore jusqu'en 1422. Deux tours massives de défense sont construites par les Ayyoubides. Celle du sud renferme les restes du cheikh Ali al-Roumi.
Après la conquête d'Alep par les musulmans, le porte perd de son importance stratégique, jusqu'à l'époque mamelouke où elle marque un point de défense important. Elle donne accès à un axe principal du vieux souk d'Alep.
Elle a été endommagée par les assauts rebelles de l'automne 2012.